# Frotté
Frotté er en type vævning, der bruges i industriel produktion af tekstiler. Det færdige tekstil bruges særligt til håndklæder, klude, badekåbe og lignende ting der skal kunne absorbere væske, eksempelvis efter et bad eller håndvask. Løkkerne som er centrale i denne væveteknik skabes ved dobbeltvævning. Frotté kan være skåret, det vil sige at løkkerne er klippet op for at få en fløjlslignende struktur. Normalt fremstilles frotté af bomuld.
Bomuldsfrotté er et bomuldstøj med frottéstruktur. Det har stor opsugningsevne og passer godt til badtekstiler.
Stretchfrotté er et elastisk bomuldstøj med frottéstruktur. Det fremstilles normalt af tyndere garn end bomuldsfrotté. Den bruges normalt i lagener. I 1970'erne var tøj i stretchfrotté også populært.